# 社会階層と社会移動全国調査
社会階層と社会移動全国調査 (SSM調査  The national survey of Social Stratification and social Mobility) は、日本の社会学者によって、1955年以来、10年に一度行われている、社会階層や不平等、社会移動、職業、教育、社会意識などに関する社会調査。

## 概要
第1回のみ日本社会学会によって実施され、それ以降は任意の研究者グループによって実施されている。最新の第6回調査は2005年11月以降に数か月かけて実施された。調査主体は社会学者のグループ 「2005年社会階層と社会移動調査研究会」（研究代表：佐藤嘉倫東北大学大学院文学研究科教授）。調査目的は、日本社会における社会経済的な不平等についてデータを収集し、不平等がどの程度存在するか、どのように作りだされているか学術的に解明すること。調査対象は、日本全国の20-69歳から約1万4千人を選挙人名簿より無作為抽出した。2005年の第6回調査では、日本社会の分析だけでなく、韓国・台湾・アメリカとの国際比較研究をめざした。
個人の経歴にそって不平等の形成過程を分析する。1995年までは回収率もよく、海外での出版や成果発表もある。1995年調査以降、不平等社会に関する本がベストセラーとなり、マスコミや国会での格差社会論争につながるなど、日本の社会学の研究成果が、現実社会や政策に影響を与えた数少ない例である。職業や社会的地位は男性中心という見方が学会で主流であり、現実に無職女性が多かったため、当初は男性のみが調査対象だったが、1985年以降は女性も対象となった。1955, 1975, 1995年には職業威信に関する調査も行われた。

## 調査テーマ
- 1955年 民主化を目指す日本社会の不平等と国際比較
- 1965年 高度成長期の不平等、「中流社会」の成立
- 1975年 階層構造と社会移動の変化、地位達成過程、地位の非一貫性、職業威信
- 1985年 社会階層構造、不平等意識、教育、女性
- 1995年 成熟した「豊かな社会」における不平等の現状
- 2005年 バブル経済以後の不平等拡大、中流崩壊、終身雇用制の崩壊、フリーターの増加、東アジアの社会階層構造の比較など。
- 2015年 少子高齢化社会、ミクロ・マクロ・リンケージなど。

## 関連書籍
- 『日本社会の階層的構造』、有斐閣 日本社会学会調査委員会（編）, 1958年
- 『社会移動の研究』東京大学出版会 安田三郎 1971年
- 『日本の階層構造』東京大学出版会 富永健一（編） 1979年
- 『現代日本の階層構造』（全4巻）東京大学出版会 直井優他（編）, 1990年
- 『日本の階層システム』（全6巻）東京大学出版会 盛山和夫他（編）, 2000年
- 佐藤俊樹. 2000. 『不平等社会日本　: さよなら総中流』中央公論新社．ISBN 4121015371
- Ishida, Hiroshi. 1993. Social mobility in contemporary Japan : educational credentials, class and the labour market in a cross-national perspective. foreword by John H. Goldthorpe.  Macmillan  (St. Antony's/Macmillan series).   ISBN 0333464621
- Kosaka, Kenji ed. 1994. Social stratification in contemporary Japan. Kegan Paul International (Japanese studies).  ISBN 0710304676
- Hara, Junsuke and Kazuo Seiyama. 2005. Inequality amid affluence : social stratification in Japan. translated by Brad Williams. Trans Pacific Press  (Stratification and inequality series ; v. 1).  ISBN 1876843144